# Inženýr
Inženýr (z franc. ingénieur, původně z lat. ingeniator, přechýlená podoba inženýrka) je akademický titul absolventa vysoké školy v magisterském studijním programu v oblasti technických věd a technologií, ekonomie, zemědělství, lesnictví nebo vojenství. V České republice je tento titul udělován na vysokých školách technických, ekonomických, zemědělských a na technických směrech vysokých vojenských škol. Zkratka tohoto titulu je Ing. (dříve se užívala i zkratka ing. nebo inž.), v oblasti architektury se používá varianta, resp. akademický titul, inženýr architekt ve zkratce Ing. arch. (z lat. ingerum architectus), přičemž obě zkratky titulů se případně umísťují před jméno. Dosažený stupeň vzdělání dle ISCED je 7 (master's degree).
Obecněji je inženýr označení – bez ohledu na vzdělání či titul – pro odborníka v oblasti nazývané inženýrství.
Udělování titulu „inženýr“ (resp. i titulu „inženýr architekt“) se v České republice řídí zákonem č. 111/1998 Sb., o vysokých školách, ve znění pozdějších předpisů. Získá ho absolvent 1–3letého studia v případě navazujícího magisterského studia na bakalářský studijní program, nebo 4–6letého studia v případě magisterského studijního programu (samostatného, celistvého, tedy souvislého a nenavazujícího studia) na univerzitě, případně na jiné vysoké škole. Úspěšný absolvent, inženýr, může případně i dále studovat v doktorském studijním programu (doktor – Ph.D.), tedy získat tzv. velký doktorát (8 v ISCED).
Jako diplomant se někdy označuje student magisterského studijního programu, příp. student pracující na své diplomové (magisterské/inženýrské) práci. Magisterské studium se v tomto případě řádné ukončuje státní závěrečnou zkouškou (státnice), jejíž součástí je i obhajoba diplomové práce.
Tituly této úrovně (inženýrské, resp. master's degree) se většinou ve světě v praxi běžně neužívají, vyjma profesních titulů (např. M.D. apod.), běžně tak většinou v praxi bývají užívány až tituly vyššího stupně (typicky Ph.D.); v některých zemích (Česko, Slovensko) však může být jejich formální užívání v praxi častější, přičemž jako formálně správné oslovování se zpravidla užívá pane inženýre / paní inženýrko.

## Historie
Kodifikovaná zkratka začíná vždy velkým písmenem, tedy „Ing.“ Takto byla v českém prostředí zavedena jakožto chráněné stavovské označení císařským nařízením č. 130 ř. z. ze dne 14. března 1917 a výnosem ministerstva školství a národní osvěty z 9. srpna 1926, později byla takto určena všemi vysokoškolskými zákony od roku 1966. Dříve však byla uváděna také ve tvaru „ing.“

### Do roku 1953
V Československu byla v roce 1919 zřízena Vysoká škola obchodní (VŠO) jako fakulta Českého vysokého učení technického (ČVUT), přičemž původní tříleté studium bylo následně při reorganizaci v roce 1929 prodlouženo na čtyřleté a studenti po jeho dokončení získávali titul (stavovské označení) „inženýr“, tak jako ostatní na ČVUT. Později, od roku 1934, byl též udělován doktorát – titul doktor věd obchodních (RCDr.). Rovněž byl vedle toho (v letech 1901–1953) udělován v rámci rigoróza titul doktor technických věd (RTDr.). Dále se též v uváděných oblastech uděloval doktor montánních věd (Dr. mont.), doktor zemědělství (Dr. agr.) a další doktoráty.

### Po roce 1953
V návaznosti zákon o vysokých školách 58/1950 Sb. byly vládním nařízením z roku 1953 zrušeny tituly a stavovská označení pro nové absolventy a udílena tak byla pouze profesní označení (inženýr architekt, nebo např. promovaný lékař, promovaný právník, dřevařský inženýr, inženýr-zemědělský mechanisátor a desítky dalších). Od roku 1966 byly tituly opět udělovány, a to včetně titulu inženýr (Ing.) či inženýr architekt (Ing. arch.), po ukončení studia státní závěrečnou zkouškou. Kromě toho tento zákon zpětně přiznal dřívějším absolventům technických, ekonomických či zemědělských vysokých škol příslušný titul.

### Po roce 1990
Po revoluci byl přijat nový vysokoškolský zákon a udílen byl „inženýr“, titul „inženýr architekt“ nikoliv. Boloňský proces pak sjednotil evropské vysokoškolské vzdělávání. Původně bylo v Česku studium, které vedlo k získání tohoto titulu oficiálně označováno jako „vysokoškolské studium“, bakalářský studijní program byl označován jako „(obsahově) ucelená část vysokoškolského studia“. Vyšší kvalifikaci (8 v ISCED, doctor's degree) primárně určenou pro vědeckou činnost je pak možno od roku 1998 dosáhnout dalším 3–4letým studiem v doktorském studijním programu (doktor – Ph.D.), přičemž mezi lety 1990-1998 se jednalo o tzv. „postgraduální studium“ (doktor – Dr.) a v předchozím období (od roku 1953) se pak jednalo o tzv. „vědeckou aspiranturu“ (kandidát věd – CSc.). Dvoustupňový systém „dlouhého“ vysokoškolského studia a vědecké aspirantury se tak po revoluci i v Česku transformoval do třístupňového vysokoškolského systému standardního ve světě.

## Obdobné tituly v jiných zemích
V určitých zemích zejména anglosaského světa, resp. v zemích bývalého Západního bloku, na rozdíl od ČR či zemí bývalého Východního bloku, se mohou v některých uváděných oblastech tohoto obvykle 4–6letého studia, udílet i různé varianty či ekvivalenty engineer – master (magistr, master's degree, např. v oblasti ekonomie MA, příp. MSc apod.).

## Různé akademické kvalifikace
V některých západních zemích se pojem inženýr používá pro označení středoškolského vzdělání technického směru (Německo – pro VŠ vzdělání příslušného směru se používá titul Dipl.-Ing., v Rakousku je ale použití titulu Ing. pro stavaře, kteří si dodělají po střední škole doplňující zkoušky po minimálně třech letech praxe; pro absolventy VŠ vzdělání se zde používá titul Dipl. Ing. nebo jen DI), a v Polsku je na technických školách titulem udělovaným na úrovni bakaláře.
Některé univerzity v USA udělují titul Engineer v postgraduálním studiu (dvouletém) v oborech technických a ekonomických, namísto obvyklého magisterského titulu M.Sc., M.Eng. či M.Ph. Náročnost takového studia je někde mezi jednoletým magisterským studiem a Ph.D. studiem. Na rozdíl od Ph.D. studia je cílem připravit odborníka pro praktické povolání inženýra. 
V Rusku lze po 11leté základní škole nastoupit na vysokoškolský 5- až 6letý obor Specialista, který odpovídá evropskému magisterskému vzdělání. Ten pak student absolvuje jako "Inženýr specialista". Nicméně v Rusku není zakotveno používání titulů před jménem, a to ani vyšších. V Česku používaný titul Ing. odpovídá německému Dipl.-Ing., resp. Master of Science (Eng.).

## Další význam slova
V dalším významu slova se jedná o člověka, který pracuje ve funkci inženýra (bez ohledu na jeho faktické vzdělání – např. hlavní inženýr, zde ve smyslu vedoucí výroby, hlavní technolog apod.[zdroj?]), jedná se tedy o funkční zařazení respektive funkční systemizaci. V období před listopadem 1989 se tento význam slova používal ve státních podnicích, v současné době se používá zejména v podnicích se zahraničním managementem, převzato z anglického engineer.

## Titul inženýr a autorizace ve výstavbě
Autorizovaný inženýr (pro absolventy bakalářského nebo maturitního vzdělání označení – autorizovaný technik, autorizovaný stavitel) je odborník v oblasti stavebnictví, který získal autorizaci od České komory autorizovaných inženýrů a techniků činných ve výstavbě (ČKAIT). Tato autorizace opravňuje inženýra k výkonu vybraných činností ve výstavbě, jako je projektování, vedení staveb, technický dozor investora nebo provádění stavebních dozorů, a to v souladu se zákonem č. 360/1992 Sb., o výkonu povolání autorizovaných architektů a inženýrů.

## Titul inženýr v umění
- Inženýrská, písnička skupiny Plavci z roku 1983

Někteří herci Divadla Járy Cimrmana, např. Genadij Rumlena, Robert Bárta či Jan Hraběta, jsou v seminářích her autorské dvojice Smoljak–Svěrák oslovováni titulem inženýr, ačkoli jím ve skutečnosti ve většině případů nedisponují.

## Titul inženýr v místopisu
Titul Ing. se vyskytuje v názvu několika současných ulic, např. Ing. Kašpara (Havlíčkův Brod) nebo Ing. Straku (Spišská Nová Ves).